# Oscinella hortensis
Oscinella hortensis är en tvåvingeart som beskrevs av Collin 1946. Oscinella hortensis ingår i släktet Oscinella, och familjen fritflugor. Arten är reproducerande i Sverige.